# Roger Limouse
Roger Marcel Limouse , né le 18 octobre 1894 à Collo (Algérie) et décédé le 31 décembre 1989 à Paris 15e, est un artiste-peintre français.
Élève de Paul Albert Laurens (1870-1934) à l'Académie Julian, son œuvre figurative, très colorée, aux formes puissantes et dépouillées, en fait un des derniers représentants du fauvisme et l’ainé du groupe des Peintres de la réalité poétique. Il  appartient à l’École de Paris.

## Biographie

### Enfance en Algérie et en Tunisie
Roger Marcel Limouse est né le 18 octobre 1894 à Collo, petite ville portuaire située à 70 km à l’ouest de Skikda, dans le département français de Constantine (Algérie). Son père, Théophile Limouse, est un chimiste spécialisé dans la recherche minière. Sa mère, née Catherine Richet, est une ancienne institutrice.
À une dizaine d’années, il quitte Collo avec ses parents pour Constantine (Algérie), puis pour Tunis, faisant suite à des revers de fortune de sa famille.
Il y découvre le dessin et la peinture sous l’influence de deux peintres actifs à Tunis, Alexandre Fichet (1881–1967) et Georges Le Mare (1866-1942). 
Il est mobilisé dans l’Administration en Tunisie pendant la première guerre mondiale. 

### Formation à l’Académie Julian
Il arrive à Paris en 1919 et suit pendant 3 ans l’enseignement de Paul Albert Laurens à l'Académie Julian. 
Il se lie avec plusieurs peintres plus âgés, comme André Dunoyer de Segonzac (1884-1974), Amédée de La Patellière (1890-1932) et Jean Souverbie (1891-1981), mais aussi avec des peintres de son âge comme Roger Nivelt (1899-1962), Émile Sabouraud (1900-1996), Jules Cavaillès (1901-1977), Maurice Mazo (1901-1989), voir plus jeunes, comme Jean Bazaine (1904-2001) et Edouard Georges Mac-Avoy (1905-1991).
Il est reçu en 1922 aux concours du Professorat des écoles de la Ville de Paris et collèges du second degré. Il prend un atelier Place de la Sorbonne.
Il expose pour la première fois en 1924 au Salon des artistes français et au Salon d'automne.
Il est élu sociétaire au Salon d'automne en 1933, auquel il participe régulièrement comme au Salon des indépendants et au Salon des Tuileries.
En 1933, il reçoit le prix des Vikings avec l’huile sur toile Les crustacés, qui le voit s’embarquer pour découvrir la Norvège, la Hollande, puis la Belgique.
Il épouse en 1937 Jeanne Laillard, artiste-peintre (née à Paris le 21 février 1897 dans le 15e – décédée à Paris le 10 décembre 1982 dans le 15e). Ils se partagent entre Paris (au no 4 du square Desnouettes) dans le 15e et Menton. Il fera aussi de nombreux séjours au Maroc.
En 1940 et 1941, il assure une décoration murale sur 22 m2 à l’école des filles de Pontoise-l’Hermitage à Pontoise, une immense nature morte consacrée aux arts et aux sciences, égayée de figures de jeunes filles.
En 1943, il illustre douze poèmes d’Anna de Noailles aux Éditions Balzac.
En 1943, Jacques de Laprade consacre un ouvrage à Roger Limouse dans la collection « les Maîtres de demain » dirigée par Francis Carco. Il y écrit « Un des caractères de cette personnalité est la force. Il n’est rien en Limouse qui manque de relief. Cet homme petit et extrêmement vigoureux séduit par son langage direct et dru, par sa conviction profonde, par le pittoresque de ses récits, par sa vie même qui témoigne de son énergie. » 

### Professeur à l’École des Beaux-Arts
En 1948, Roger Limouse est nommé professeur à l’École des Beaux-Arts de Paris. Il assurera cette fonction jusqu’en 1964.
En 1949, la journaliste Gisèle d’Assailly (1904-1969) consacre un ouvrage « Avec les Peintres de la réalité poétique » à huit peintres amis, tenants d’une peinture figurative colorée et intimiste d’inspiration française, Maurice Brianchon, Christian Caillard, Jules Cavaillès, Raymond Legueult, Roland Oudot, André Planson, Kostia Terechkovitch) et Roger Limouse, leur ainé et qui sera le dernier survivant du groupe.
Toujours attiré par les pays de Sud, Roger Limouse fera de nombreux voyages autour de la Méditerranée : Italie, Espagne, Maroc puis Madagascar, outre des séjours dans le sud de la France vers Collioure, Cassis (Bouches-du-Rhône), Cannes, Menton (Alpes-Maritimes) et Nice.
En 1945 et en 1953, il est nommé Président de la Société Baudelaire . Pour Limouse, « Baudelaire maniait le verbe comme le peintre emploie la couleur ».
En 1954, il effectue un long séjour au Maroc.
En 1958 il illustre "Sous le Signe du Soleil (Provence)" le catalogue de luxe annuel ou liste des grands vins de la maison Nicolas (coll. pers.), ainsi que dans les années 1960, des menus du France (paquebot) pour le compte de la Compagnie générale transatlantique.
Il séjourne à Madagascar de 1966 à 1969.

### Reconnaissance en Angleterre
Une Fondation Limouse est créée en 1985 à Chester (Angleterre) avec une rétrospective de ses illustrations des Fleurs du Mal de Charles Baudelaire..
De 1987 à 2001, sous l’impulsion d’Isée Saint-John Knowles, un musée lui est consacré à Chester (Angleterre), le Musée Limouse des Fleurs du Mal.
Limouse meurt le 31 décembre 1989 à son domicile du 15e arrondissement de Paris, à l’âge de 95 ans.

## Principales expositions
- 1928 : Galerie Nadette Monthieu (Paris) Cavailles et Limouse[13].
- 1933 : Nouvelle galerie Simonson (Paris)[6].
- 1936 : Salle des Artistes de ce temps au Petit-Palais (Paris) Cavailles et Limouse[13].
- 1937 : Galerie Barreiro et Galerie Druet (Paris)[14].
- 1938 : Galerie de l’Élysée (Paris)[14].
- 1941 : Galerie Berri-Raspail (Paris)[6]. Galerie Van der Klip (Paris)[12].
- 1943–1948-1951–1953 : Galerie Bernier (15 avenue de Messine Paris)[12],[14].
- 1953 : Crane Gallery (Manchester) Cavailles, Limouse, Caillard, Chapelain-Midy[13].
- 1957 : Salle des Remparts (La Tour-de-Peilz - Suisse) Les Peintres de la réalité poétique[12].
- 1963 : Musée Galliera, Paris, Salon des peintres témoins de leur temps, 1963.
- 1965 : Galerie Drouant (Paris)[15].
- 1972 : Musée de Saint-Denis[12]. Galerie des Granges (Genève) Les Peintres de la réalité poétique[16].
- 1977 : Galerie Artcurial (Paris)[12]. Galerie Daimaru (Tokyo) Les Peintres de la réalité poétique[17].
- 1984 : Palais de l’Europe (Menton)[12].
- 1985 : Galerie Triade (Barbizon) Les Peintres de la réalité poétique[13].
- 1987 : Galerie Jean-Pierre Joubert (Paris) Les Peintres de la réalité poétique[18].
- 1994 : Palexpo (Genève) Les Peintres de la réalité poétique[13].
- 2011 : Musée des beaux-arts de Gaillac Les Peintres de la réalité poétique[19].
- 2012 : Musée Faure (Aix-les-Bains). Musée de l’Abbaye (Saint-Claude) Les Peintres de la réalité poétique[19].

## Œuvre
Les thèmes de l’œuvre de Roger Limouse sont principalement :
- Des natures mortes, composées de tables fleuries, de candélabres, d’assiettes de fruits, de verres et de carafes, avec souvent des architectures de chaises, de fenêtres ou de persiennes en arrière-plan…
- Des marchés de pays du sud : souks marocains, marchés malgaches, marché aux étoffes, marché de la viande…
- Des paysages du sud : le Midi : Menton, Cassis, et le Maroc : Marrakech…
- Des compositions de scènes populaires : groupes de danseurs ou de musiciens marocains, défilés, scènes de carnaval…
- Les femmes : femmes marocaines : jeune mariée, femme silencieuse debout, accroupie, allongée ou assise… mais aussi des jeunes filles lisant ou se coiffant, des femmes aux belles chevelures… ainsi que de généreux nus féminins…
- Des figures d’hommes aux fortes expressions allant jusqu’à des visions de crânes.

Sa peinture est une œuvre figurative dont les formes et la luminosité sont structurées par des couleurs, de plus en plus pures, au fur et à mesure des années, pouvant être qualifiée de néo-expressionniste.
Roger Limouse a beaucoup créé à Paris et exposé régulièrement dans les salons de la capitale. Il  appartient à l’École de Paris  .
En 1976, en répondant à la question «  D’où vous vient cette gourmandise de la couleur ? », Limouse expliquera « Sans doute en grande partie de mon enfance passée en Algérie, pays de couleurs, de visions chaudes, de contrastes de lumières et d’ombres, mais aussi, j’éprouve une certaine sensualité de la couleur… la couleur c’est la vie. » Mais il précisera «  Mais ce n’est pas tout, même si le dessin sous-jacent n’est pas apparent, il est primordial. Il serait insensé de tartiner des couleurs, aussi bon en soit l’effet, sans une construction de formes préliminaires. »
Mais pour Limouse, « il faut distinguer ce que le tableau représente de ce qu’il exprime. Le sujet n’est qu’un prétexte. C’est le sentiment du peintre – un certain sentiment plastique auquel chaque maître ajoute plus ou moins de chaleur émotive – qui est la raison de la peinture ».
Et les sentiments plastiques de Limouse sont à rechercher aussi dans la lecture des Fleurs du Mal de Charles Baudelaire qui l’inspireront tout au long de sa vie.

## Œuvres choisies
- Le port de Cassis (1932), hst, sbd[23].
- Les crustacés (1933), hst[24].
- Intérieur (1935), hst, sbd[25].
- Le chapeau de paille (1936), hst[26].
- Nature morte (1936), hst, sbg[27].
- Toréador (1937), hst, shg (Musée d'art moderne de la ville de Paris)[28].
- Marocaine en toilette de mariée (1937), hst, shg[29].
- Femme noire (1937), hst, shg, 73 x 54[30].
- Femmes d’Afrique du nord, hst, sbg, 46 x 38[31].
- Jeune fille marocaine (1937), hst[32].
- Jeune marocaine (1937), hst, sbg (Musée Fabre de Montpellier)[33].
- Paysage : la chartreuse de Villeneuve-les-Avignon (1938), hst, sbg, 54 x 73[34].
- Maison de danse à Rabat (1939), hst, sbg[35].
- Intérieur marocain (1939), hst, sbg, 130 x 164, (Musée d’art moderne de la ville de Paris)
- Contre-jour (1942), hst, sbg[36].
- Le clown (1942), hst, sbd[37].
- La tireuse de cartes (1942), hst, sbg[38].
- Nature morte à la cafetière (1942), hst, sbg, 73 x 100[39].
- Printemps en Touraine (1943), hst, sbd[40].
- Nature morte, hst, shd, 55 x 45,5[41].
- Nu à la chaise longue (1948), hst, sbg, 108 x 68[42].
- Intérieur rose au bouquet (1948), hst, sbg, 92 x 65[42].
- Nature morte à la table marocaine (1950), hst, sbg, 100 x 81[43].
- Terrasses à Marrakech (1953 ou 1954), hst, sbd, 73 x 92 [44],[45].
- Ben Arafa se rendant à la prière (1954), hst, sbd, 60 x 81[46].
- Femme à la lecture (1955), hst, shg, 64 x 54[47].
- Nature morte au vase de fleurs et chaise, hst, sbd, 55 x 46[48].
- Nature morte au pichet jaune, hst, sbg, 46 x 55[49].
- Intérieur méridional à Menton (1957), hst, shd, 89 x 116[50].
- Petite église à Menton (1961), hst, sbd, 81 x 100[44].
- Scène marocaine (1963), hst, sbd, 78 x 108[51].
- Scène marocaine (1963), hst, sbd, 73 x 100[52].
- L’idéal (1963), hst, sbg, 200 x 250[53].
- Menton : le port (1963), hst, sbg, 105 x 87[54].
- Le bouquet d’œillets (1966), hst, sbg, 92 x 73[55].
- Fenêtre sur le port (1971), hst, shg, 100x81[56].
- Bistrot sur le port (1971), hst, sbd, 100x81[57].
- Marché de la viande à Tananarive (1972), hst, sbd, 73x60[58].
- Jardin à Cap-Martin (1972), hst, sbd, 100x81[59].
- Le marché aux étoffes (1973), hst, sbd, 65x92[60].
- Fleurs et fruits au guéridon blanc (1973), hst, shd, 100x81[61].
- Souk à Marrakech (1973), hst, sbd, 92x73[62].
- Marché des étoffes à Madagascar (1973), hst, sbg, 92x73[63].
- La falaise (1974), hst, sbd, 100x81[64].
- Le guéridon vert (1974), hst, shg, 92x65[65].
- Menton (1974), hst, sbg, 92 x 72[66].
- La table rouge (1974), hst, sbd, 100x81[67].
- Dans le jardin (1974), hst, shg, 104x104[68].
- Carnaval de Nice (1975), hst, sbd, 73x60[69].
- Le chapon (1975), hst, shd, 73x60[70].
- La persienne fermée (1976), hst, sbd, 60x73[71].
- Le bouquet de roses (1976), hst, sbg, 73x92[72].
- Fleurs et fruits (1976), hst, sbg, 73x92[73].
- La corbeille d’ananas (1978), hst, sbd, 60x73[74].
- Notre Baudelaire (1985), hst, sbg[53].

## Récompenses
- 1933 : Prix des Wikings[75].
- 1951 : Grand Prix de la Biennale de Menton[12].
- 1965 : Grand Prix de Madagascar.
- 1995 :  Officier de l'ordre des Arts et des Lettres et  Officier de la Légion d'honneur[12].

## Critique
Pour Jacques de Laprade, « [L’œuvre de Limouse] prête peu aux digressions littéraires. Elle est le langage énergétique d’un pur plasticien, inspiré et parfois brutal, mais très conscient de son art. » .
Pour le dictionnaire Benézit, « Limouse ne dédaigne pas de tenir compte des acquisitions des Fauves… C’est un décorateur, son pinceau transmue le corps de la femme en une fleur éclatante et délicate à la fois. » 
Pour Claude Roger-Marx, « l’allégresse qu’on respire aujourd’hui dans les toiles [de Limouse], petites ou grandes, est une allégresse conquise à force de réflexions, de scrupules, et non, comme on eût pu l’imaginer, tant elle est communicative, le seul fruit d’un tempérament généreux. » 
Pour le critique Roger Bouillot, « derrière le foisonnement coloré de ses natures mortes, de ses paysages, de ses marchés nord-africains grouillants d’étoffes bigarrées, il est possible de déterminer des lignes de force, propres à chaque tableau, dont la géométrie retrouve le Nombre d’Or. »
Pour Frédéric Charmat, Limouse est « dernier grand fauve rugissant. »
Pour François Daulte, « pour rendre avec force ce qu’il voit, il ne demande bientôt rien d’autre qu’à l’extrême simplicité des formes et à l’intensité de la couleur. Il organise sa toile de manière à exprimer son émotion le plus simplement et le plus directement possible. »

## Muséographie
- État (France) [6].
- Musée Toulouse-Lautrec (Albi)[14].
- Musée d’Alger (Algérie) [6].
- Musée d’Art Moderne (Paris) [6].
- Musée de Constantine (Alger)[14].
- Musée d’Helsinki (Finlande)[6].
- Musée de Limoges[14].
- Musée Fabre (Montpellier)[14].
- Musée national du Luxembourg (Paris)[14].
- Musée de Rodez[14].
- Musée de Tossa (Espagne)[6].
- Musée d'art moderne de Céret [81]